# پلاوه (تورینگن)
شهر پلاوه (به آلمانی: Plaue) در ایالت تورینگن در کشور آلمان واقع شده‌است.